# Институт неотложной и восстановительной хирургии имени В. К. Гусака
Институт неотложной и восстановительной хирургии имени В.К. Гусака, ранее известный как Донецкое областное лечебно-клиническое объединение (ДОЛКО), еще ранее Областная центральная клиническая больница или ОЦКБ — ведущий научно-практический медико-хирургический центр Украины. Реорганизован в 1999 году.
Институт носит имя своего основателя Владимира Корнеевича Гусака. На базе ИНВХ проходит подготовка студентов 13-ти кафедр Донецкого национального медицинского университета.

## Научно-практические профили института
- неотложная и плановая хирургия;
- восстановление репродуктивного здоровья женщин;
- врождённые и приобретённые сердечные патологии взрослых и детей;
- использование в лечении аутологичных стволовых клеток (на базе Международного центра биотехнологий «Биостэм»)
- лечение ожогов и их последствий;
- лечение мультифокального атеросклероза, хронической венозной недостаточности, острой сосудистой патологии, аневризмы;
- диагностика, лечение онкогематологических заболеваний, развитие трансплантологии

## Структура института
В состав ИНВХ входят 8 отделов, большинство из которых до сих пор остаются уникальными для Донецкой области:
- термических повреждений и пластической хирургии;
- неотложной и восстановительной сердечной хирургии;
- неотложной и восстановительной хирургии сосудов
- абдоминальной хирургии и политравмы;
- восстановления репродуктивной функции;
- анестезиологии и интенсивной терапии;
- онкогематологии;
- экспериментальной хирургии

## История института

### Основание
Фундамент будущей центральной поликлиники для медицинского обслуживания работников заводов, шахт и населения города Донецка заложил в 1926 году старейшина медицины Донбасса Ф. В. Берви, сын выдающегося социолога, публициста, экономиста и беллетриста Василия Васильевича Берви.
В 1929 году первого больного принял врач ортопед-травматолог С. К. Авраменко. Первым главным врачом назначен М. С. Драбкин, рабочим директором М. С. Мальцев. Среди других известных специалистов-медиков, которые работали в больнице в этот период были профессора В. М. Богославский, Е. Н. Бунин, Я. М. Ландау, врачи - А. А. Ильинский, О. Е. Ликера, Н. А. Алексадров. За два года больница заняла второе место во всесоюзном осмотре диспансеров.

### 1940—1960 года
В период 1943—1945 годов больница стала военным госпиталем. Однако уже в 1945 году на его базе была организована центральная клиническая больница, она также стала научной базой Донецкого медицинского института. Здесь действовали: клиника ортопедии и травматологии, госпитальной терапии (заведующий — профессор Бунин Е. Н.), факультетской терапии (заведующий — профессор Е. М. Манбург), госпитальной хирургии (заведующий — профессор В. М. Богославский), заболеваний глаз (заведующий — профессор И. Ф. Копп), туберкулёза. С 1946 года начали действовать клиники неврологии (заведующий — профессор М. Л. Миниович) и ЛОР-отделение.
В 1947 году поликлинику и больницу объединили, во главе медицинского объединения стал М. И. Аснес. С 1949 года больница получила областной статус, организованы санитарная авиация и выездные бригады, что позволило консультировать ежегодно от 6 до 9 тысяч пациентов.

### 1960—1990 года
В течение 1960—1983 годов главным врачом работал В. Д. Байда — кандидат медицинских наук, заслуженный врач УССР, который разработал и внедрил систему контроля качества предоставления медицинской помощи в учреждениях охраны здоровья УССР. Больница проводила семинары для медицинских работников из сел. Таким образом, в 1975 году больница получила статус Республиканской школы передового опыта, а с научно-практическим опытом её врачей знакомились специалисты других республик СССР, а также Кубы, Монголии, Болгарии, Венгрии, Польши, Чехословакии, ГДР.
В период 1983—1990 годов больницу возглавлял М. К. Кокин — заслуженный врач УССР, кавалер ордена Октябрьской революции и двух орденов Трудового Красного Флага. Благодаря его настойчивости закончилось соединение переходами всех корпусов больницы. Также в эти годы введены новые методы исследований: эхокардиография, допплерография, ультразвуковая диагностика.

### 1990 — 2000 года
В 1991 году Областная центральная клиническая больница реорганизована в Донецкое областное лечебно-клиническое объединение (или ДОЛКО), при этом объединив кафедры Донецкого медицинского университета. Это придало особое значение для развития сосудистой, кардиохирургической службы больницы. Главным врачом медицинского объединения стал Владимир Корнеевич Гусак — доктор медицинских наук, заслуженный деятель науки и техники Украины, член-корреспондент АМН Украины.
В 1999 году согласно решению Кабинета Министров Украины на базе ДОЛКО создан Институт неотложной и восстановительной хирургии, который стал одним из самых больших в системе Академии медицинских наук Украины.

### 2000 — по сей день
В 2002 году возглавил институт В. К. Гринь — доктор медицинских наук, член-корреспондент Академии медицинских наук Украины. По его инициативе и под его руководством успешно работает уникальная лаборатория клеточного и тканевого культивирования, продолжает развиваться кардиохирургическая служба, начал работу международный центр биотехнологий «Биостэм».
2014 г.
После начала боевых действий на Донбассе институт продолжил свою работу. Несмотря на тяжёлую обстановку, специалисты института продолжают работу. 
.